# Anomius castaneus
Anomius castaneus är en skalbaggsart som beskrevs av Johann Karl Wilhelm Illiger 1803. Anomius castaneus ingår i släktet Anomius och familjen Aphodiidae. Inga underarter finns listade i Catalogue of Life.